# Sem Benelli

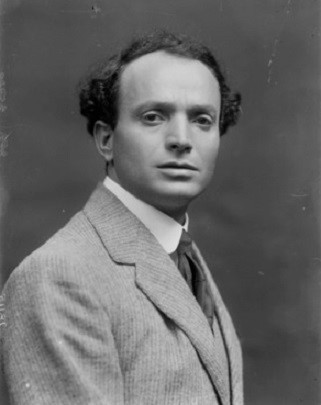

Sem Benelli, född 10 augusti 1877 i och död 18 december 1949, var en italiensk författare.
Benellis ägnade sig efter växlande levnadsöden och att 1905 ha utgett ett lyriskt diktverk, Un figlio dei tempi, åt teatern. Han deltog i första världskriget och var en av upphovsmännen till rörelsen för Fiumes italianisering. Bland hans arbeten kan nämnas Tignola (1911), La maschera di Bruto' (1908) och La cena delle beffe. Benelli visar spår av Gabriele D'Annunzios inflytande.